# Długa Ściana

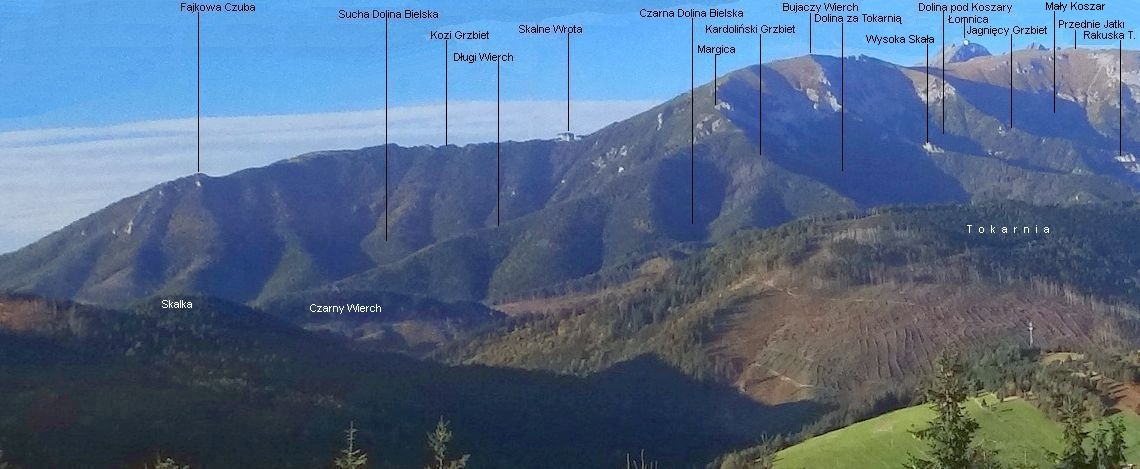

Długa Ściana – długa grzęda w Dolinie Suchej w Tatrach Bielskich na Słowacji. Wyrasta z północno-wschodniego końca Koziego Grzbietu, zaraz za Fajksową Przełęczą i opada w północnym kierunku przez około 2/3 długości orograficznie prawego zbocza tej doliny, Orograficznie prawą stronę grzędy porasta las, natomiast na lewą stronę opada z grzędy pas skalnych ścianek o wysokości dochodzącej do 30 m. Dolną część tej grzędy trawersuje ścieżka biegnąca od Pieca na Kobylą Przełęcz, a górną część inna ścieżka biegnąca z Doliny Suchej na Fajksową Przełęcz. Jest to jednak zamknięty dla turystów obszar ochrony ścisłej Tatrzańskiego Parku Narodowego.